# 三龙镇 (浮梁县)
三龙镇，是中华人民共和国江西省景德镇市浮梁县下辖的一个乡镇级行政单位。

## 行政区划
三龙镇下辖以下地区：
三龙村、杨村、双蓬村、芦田村和杨家村。